# Гольдблат, Моисей Исаакович
Моисей Исаакович Гольдблат (идиш משה גאָלדבלאַט‎ — Мойше Голдблат; 16 декабря 1896, Герца, Молдова, Румыния — 1974, Хайфа, Израиль) — актёр и режиссёр еврейского театра на идише, русского и цыганского театров. Создатель и первый художественный руководитель московского цыганского театра «Ромэн» (1931—1937); заслуженный артист РСФСР (1935), народный артист Казахской ССР (1943), заслуженный деятель искусств Украинской ССР (1945).

## Биография

### Ранние годы и Московский ГОСЕТ
Хотя большинство источников отмечают, что Мойше Гольдблат родился в Бессарабии, местом его рождения, по всей вероятности, стал северный молдавский городок Герца (теперь в Черновицкой области Украины). Вырос же он, по всей видимости, в соседней Бессарабской губернии.
Подростком примкнул к бродячей еврейской труппе, в 1918—1921 годах играл в еврейском передвижном театре, гастролировавшем в различных городках Украины. В 1924 году окончил театральную студию при Московском Государственном еврейском театре (ГОСЕТе) под руководством Алексея Грановского; уже с 1923 года входил в основной актёрский состав театра. В 1925 году снялся в одной из главных ролей в кинофильме «Еврейское счастье», снятом А. М. Грановским по мотивам произведений Шолом-Алейхема.
До 1937 года работал в Московском ГОСЕТе и преподавал сценическое мастерство в Московском Государственном еврейском театральном училище (МГЕТУ) при театре; был одним из ведущих актёров труппы в период её расцвета, пришедшегося на конец 1920-х — начало 1930-х годов, когда театром руководил Соломон Михоэлс.

### Цыганский театр
Одновременно с проводимой тогда в СССР политикой поощрения культур национальных меньшинств, в 1929 году Гольдблат возглавил любительскую труппу начинающих цыганских артистов. Заручившись поддержкой наркома просвещения А. В. Луначарского, 24 января 1931 года на основе этой труппы Гольдблат создал и возглавил театр-студию «Индо-ромэн» при Главискусстве Наркомпроса РСФСР. 16 декабря того же года студия приобрела статус профессионального коллектива (впоследствии театр Ромэн). Художником-оформителем театра был назначен художник-оформитель Московского ГОСЕТа Александр Тышлер (1898—1980), музыкальным директором — фольклорист и композитор С. М. Бугачевский, заведующим литературной частью — Иван Ром-Лебедев, администратором — старейший еврейский актёр И. Д. Файль.
Моисей Гольдблат был художественным руководителем и главным режиссёром студии «Индо-ромэн» (также известного как индоромэнский театр-студия) до 1936 года. Спектакли в эти годы ставились на цыганском языке, начиная с первой инаугурационной постановки 30 апреля 1931 года — обзора цыганской советской жизни «Атася и дадывес» (Вчера и сегодня), написанного Э. Шолоком и М. Безлюдским. В постановке Гольдблата также вышли спектакли «Жизнь на колёсах» по пьесе А. В. Германо (1931, художественное оформление Александра Тышлера), «Фараоново племя» Сверчкова по мотивам рассказов А. И. Куприна (1933), «Между огней» по пьесе А. В. Германо (1934), инсценировка новеллы Проспера Мериме «Кармен», а также пьесы И. И. Ром-Лебедева «Табор в степи» (1934), «Дочь степей» (1935) и «Свадьба в таборе» (1935). Последней работой Гольдблата в индоромэнском театре стала постановка поэмы А. С. Пушкина «Цыганы» (1936) с музыкой Александра Крейна и художественным оформлением А. Тышлера.
В 1935 году совместно с Евгением Шнейдером был режиссёром картины «Последний табор», поставленной на киностудии им. Горького с участием Николая Мордвинова, Михаила Яншина, артистов театра «Индо-ромэн», во главе с прославившейся своим романсом на всю страну Лялей Чёрной (Надежда Киселёва). После ухода Гольдблата труппу «Индо-ромэн» возглавил М. М. Яншин, и работа театра была переведена на русский язык.

### Биробиджанский и Киевский ГОСЕТ
В 1937—1939 годах Мойше Гольдблат был художественным руководителем новообразованного Биробиджанского Государственного еврейского театра (БирГОСЕТа), где как режиссёр вновь сконцентрировался на серьёзном драматическом материале. Здесь им были осуществлены постановки пьес Мойше Кульбака (1896—1937) «Бойтрэ-газлен» (идиш: Разбойник Бойтрэ) и «Биньёмен Магидов» (обе в 1937 году), которые театр вынужден был остановить в связи с арестом драматурга. В 1938—1939 годах Гольдблат поставил «Тевье Дэр Милхикер» («Тевье-молочник») и «Мэнчн» (Люди) по мотивам произведений Шолом-Алейхема, пьесу К. Гуцкова «Уриэль Акоста». К оформлению постановок привлекались известные московские художники Н. А. Шифрин и И. Б. Рабичев, композитор Л. М. Пульвер и хореограф Я. Д. Ицхоки.
В конце того же 1939 года Гольдблат возглавил Киевский государственный еврейский театр (ГОСЕТ), располагавшийся в центре города по адресу Крещатик, 29. Первой постановкой на новой сцене стала историческая трагедия Шмуэла Галкина «Бар-Кохба» по мотивам одноимённой пьесы Аврума Гольдфадена (художник — Натан Альтман). В спектакле «Дэр Фаркишефтэр Шнайдэр» (Заколдованный портной, художник — Натан Альтман, 1940) по Шолом-Алейхему Гольдблат выступил и как режиссёр, и как исполнитель главной роли портного Шимен-Эле. Здесь им были также поставлены спектакли «Десять заповедей», «Афн Бойдэм А Ярид» (Ярмарка на чердаке, то есть обыкновенное чудо), «Кол-Нидрэй» (Поминальная молитва) Переца Маркиша, «Варто жити на світі» А. Губермана и другие. К этим постановкам Гольдблат сам писал музыку и слова песен.
С началом Великой Отечественной войны театр был эвакуирован в Джамбул (впоследствии в Коканд и Фергану), а Гольдблат был по совместительству назначен художественным руководителем Казахского Государственного театра драмы (1941—1944) в Алма-Ате. В 1942 году снялся в короткометражной ленте режиссёра Бориса Барнета «Бесценная голова» (роль безымянного еврея) в Боевом киносборнике № 10 (студия ЦОКС, Алма-Ата). С окончанием военных действий на Украине Киевский ГОСЕТ был переведён в Черновцы и Гольдблат оставался его художественным руководителем вплоть до закрытия театра вместе со всеми еврейскими театрами страны в разгар борьбы с безродными космополитами 15 февраля 1950 года.
10 марта 1945 года первый сезон театра (теперь имени Шолом-Алейхема) в Черновцах начался с новой постановки спектакля по пьесе Мойше Пинчевского «Их Лэб…» (Я живу…, Гольдблат в главной роли пережившего войну Цале Шафира), вскоре разгромленной в прессе за националистические мотивы, пессимизм, отсутствие идеологического содержания и упадочничество. Впервые постановку этой пьесы Гольдблат осуществил ещё в эвакуации в Казахстане. Другим успехом Киевского ГОСЕТа послевоенного периода стала постановка шолом-алейхемовского «Тевье-молочника» (Тевье Дэр Милхикер) с Мойше Гольдблатом в роли Тевье, а также «Блуждающих звёзд» (Ди Блонджендэ Штэрн) с Соломоном Бидером в роли Лео Рафалеско, того же Шолом-Алейхема о судьбе первых звёзд современного еврейского театра. В последний год своего существования (1949) театр показал 13 премьер.

### Последние годы
В конце 1940-х годов Гольдблат проходил по делу Еврейского Антифашистского комитета, но арестован не был. С 1951 по 1959 год был художественным руководителем Казахского Государственного академического театра драмы (теперь им. Мухтара Ауэзова) и одновременно режиссёром-постановщиком Государственного русского академического театра драмы им. Лермонтова в Алма-Ате; до 1969 года работал актёром Харьковского русского драматического театра.
Гольдблат — автор воспоминаний об актёрах Лесе Курбасе и Соломоне Михоэлсе (1969), а также более поздних, неопубликованных воспоминаний о Михоэлсе и Вениамине Зускине (1974). На идише составил обзор истории советского еврейского театра «Дэр уфкум ун умкум фун дэр идишер театэр-култур ин советн-фарбанд» (Восход и гибель еврейской театральной культуры в Советском Союзе, в архиве М. Гольдблата в Институте Диаспоры в Израиле). С 1972 года — в Израиле, поселился в Хайфе.

## Семья
- Жена — актриса Ева Исааковна Шапиро.
- Внук — художественный руководитель Киевского еврейского музыкально-драматического театра имени Шолом-Алейхема (ЕМДТ) Авигдор Фрейдлис.

### Награды и звания
- Орден Трудового Красного Знамени (3 января 1959) — за выдающиеся заслуги в развитии казахского искусства и литературы и в связи с декадой казахского искусства и литературы в гор. Москве
- Заслуженный деятель искусств Украинской ССР (1945)
- Народный артист Казахской ССР (1943)
- Орден «Знак Почёта» (31 марта 1939) — за выдающиеся заслуги в развитии советского театрального искусства
- Медаль «За трудовое отличие» (31 марта 1939) — за выдающиеся заслуги в развитии советского театрального искусства
- Заслуженный артист РСФСР (5 марта 1935)

## Работа в кино

### Актёр
- 1925 — «Еврейское счастье». Режиссёр Алексей Грановский. В ролях Соломон Михоэлс, Моисей Гольдблат, Тамара Адельгейм. Автор субтитров Исаак Бабель. Художник Натан Альтман.
- 1942 — «Бесценная голова». Боевой киносборник № 10 (в роли безымянного еврея). Режиссёр Борис Барнет. Студия ЦОКС, Алма-Ата.

### Режиссёр
- 1935 — «Последний табор» (совместно с Евгением Шнейдером). В ролях Александр Гранах (Данило), Ляля Чёрная, Николай Мордвинов (Юдко), Мария Синельникова, Михаил Яншин (Иван Лихо), Пётр Савин (см. сюжет здесь).